# Stenus assequens
Stenus assequens – gatunek chrząszcza z rodziny kusakowatych i podrodziny myśliczków (Steninae).
Gatunek ten został opisany w 1884 roku przez Claudiusa Reya.
Chrząszcz o dość krępym, pozbawionym wyraźnego połysku i białego owłosienia ciele długości od 2 do 2,5 mm. Głowę cechuje czoło delikatnie wypukłe między bocznymi wgłębieniami, pozbawione listewki. Przedplecze jest u niego nie dłuższe niż szersze, pozbawione głębokich wklęśnięć w tylnej części. Początkowe tergity odwłoka pozbawione są krótkich, podłużnych listewek pośrodku części nasadowych. Obrys odwłoka jest ku tyłowi klinowato zwężony. Samce mają ostro wcięty tylny brzeg szóstego sternitu odwłoka, zaś u samic wcięcia brak. Odnóża mają barwę brunatną, czasem z zaczernionymi udami. Krótkie tylne stopy są niewiele dłuższe niż połowa goleni.
Owad palearktyczny, rozprzestrzeniony w prawie całej Europie, na wschód po Turcję, Rosję, Gruzję, Turkmenistan i Mongolię, a ponadto znany z Kanady i Stanów Zjednoczonych. Na północ sięga za koło podbiegunowe. W Polsce notowany głównie na południu kraju.